# Panchés
Panchés es un pueblo de la provincia de La Coruña, situado en el ayuntamiento de Carnota de gran interés turístico y pesquero, que ocupa una importante franja de litoral, incluida en el espacio natural Carnota-Monte Pindo, declarado Lugar de Importancia Comunitaria y perteneciente a la Red Natura 2000.

## Lugares de interés
El principal atractivo de Panchés reside en una arquitectura tradicional gallega con casas de piedra y hórreos graníticos. Las vistas desde el lugar hacia el Atlántico permiten divisar el faro de Finisterre y la playa de Carnota.
El lugar se encuentra situado también a las faldas del Monte Pindo (A Moa), denominado por los romanos, Olimpo Celta.

## Playas
Posee varias playas: la principal, la Playa de A Insuela y dos ensenadas, la Playa de O Gramelo y O Rego da Braña, donde la principal actividad es el marisqueo: percebes, mejillón, centolla, nécora, erizos, buey de mar, y otros.

## Galería de fotos

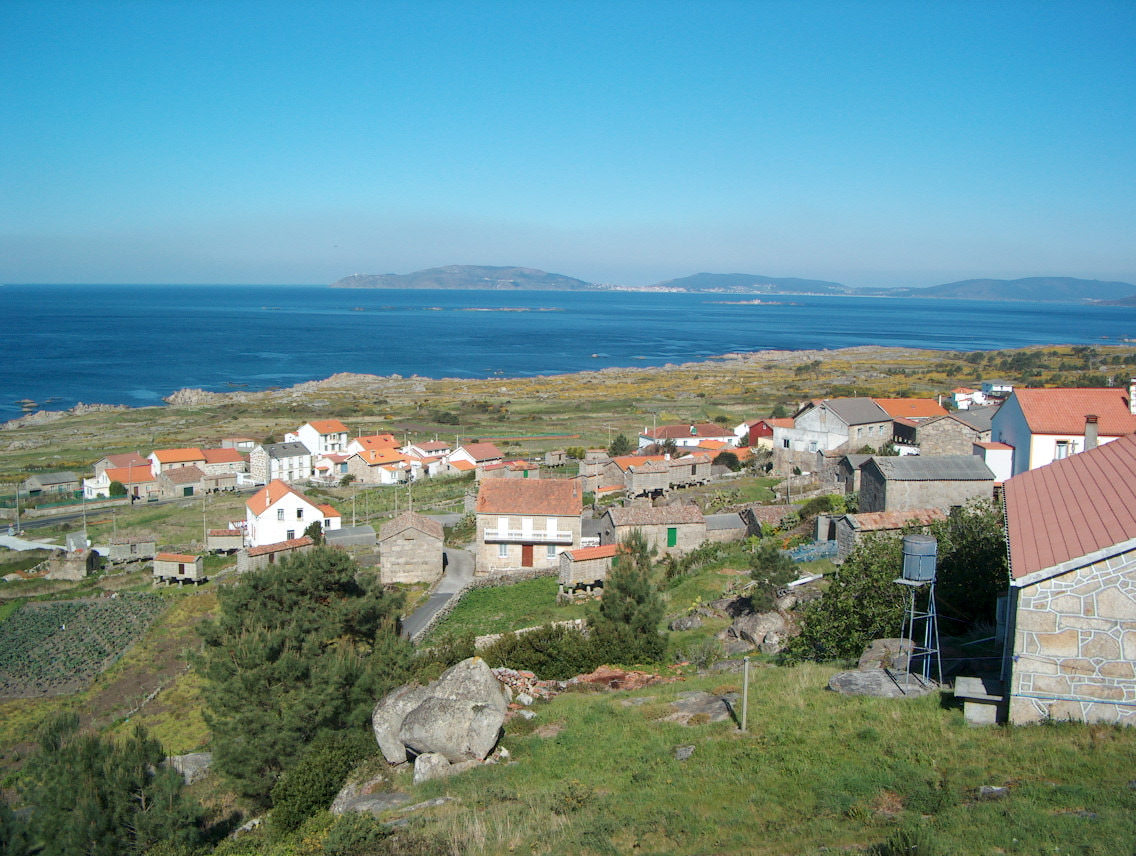
Vista de Panchés desde O Outeiro do Lobo
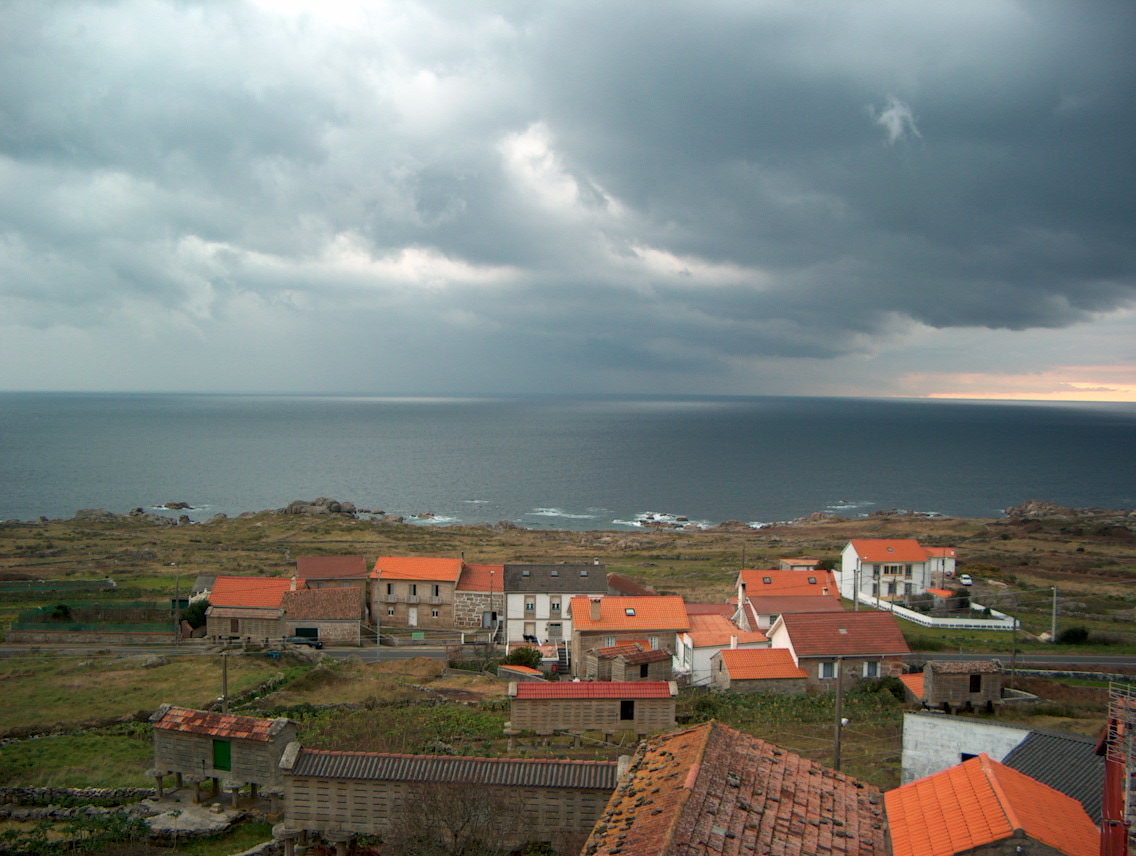
Vista del Atlántico
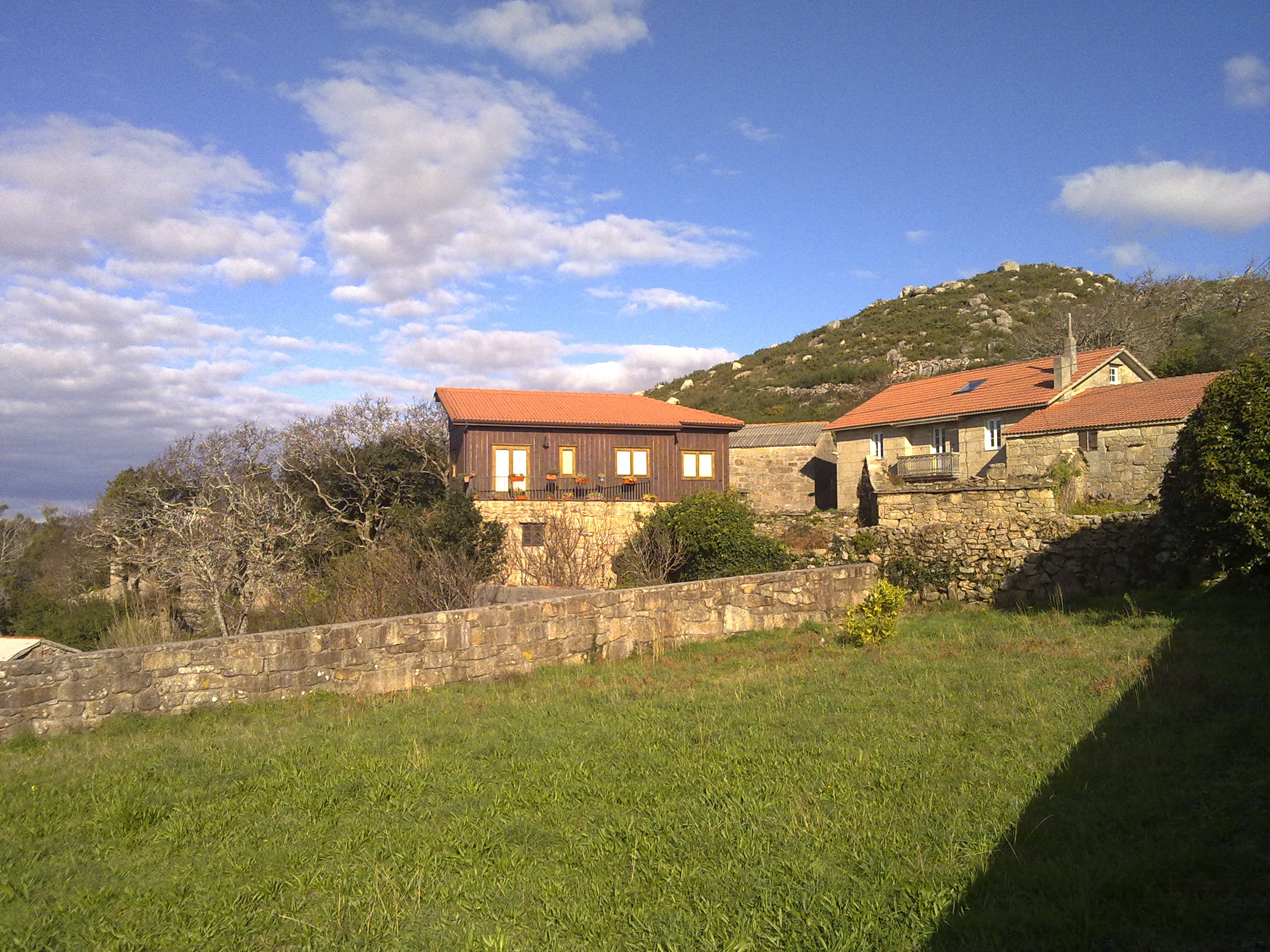
Casas de Panchés
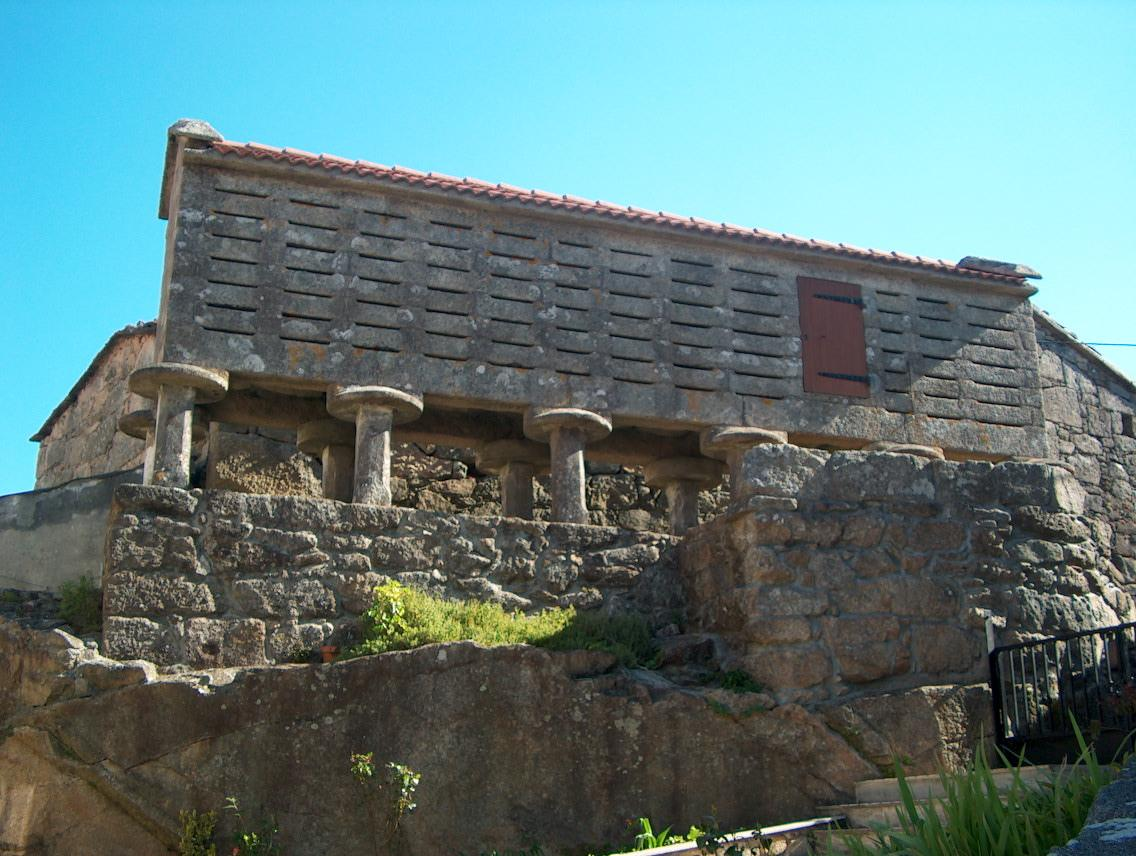
Hórreo típico
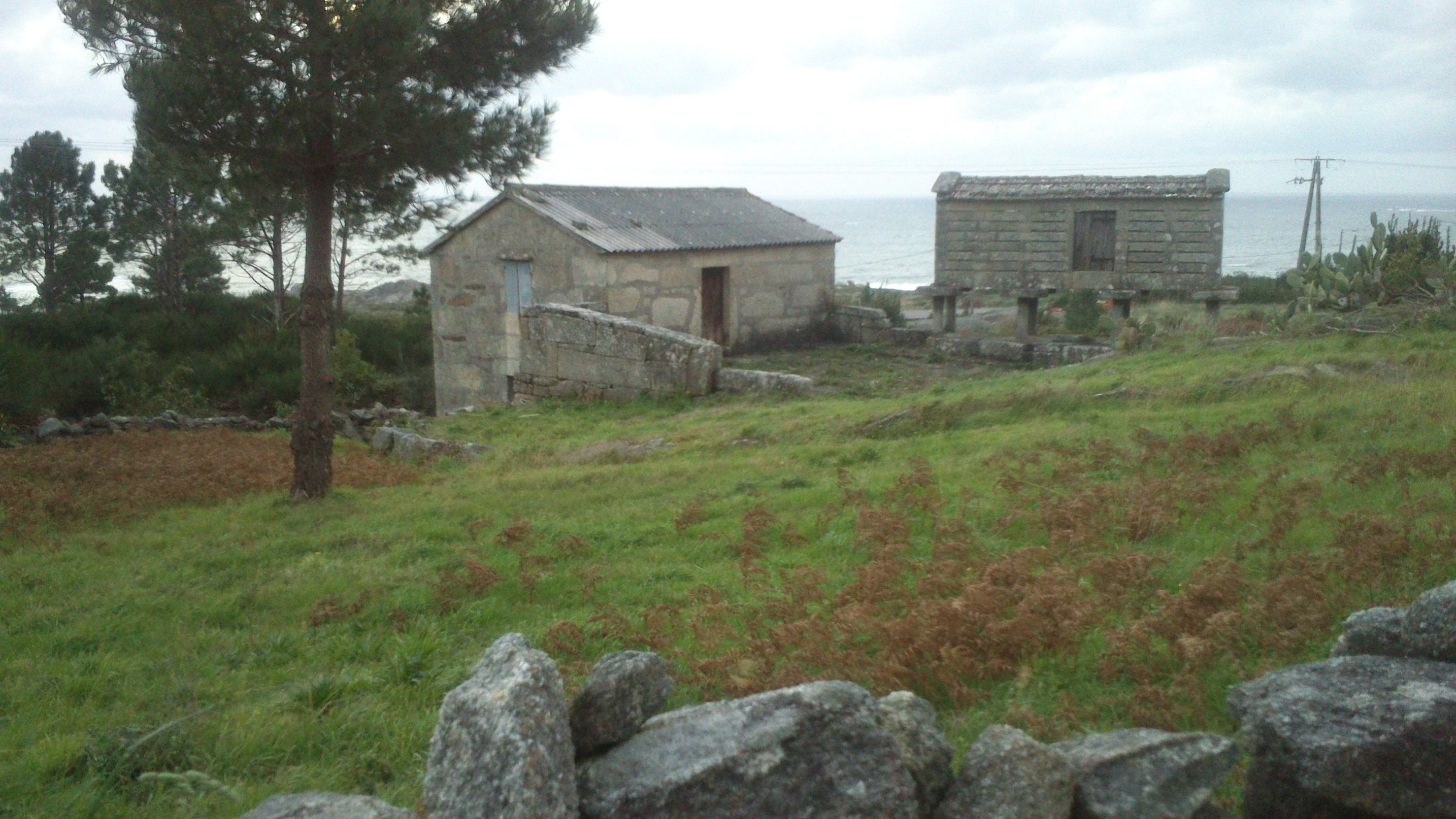
Era y hórreo
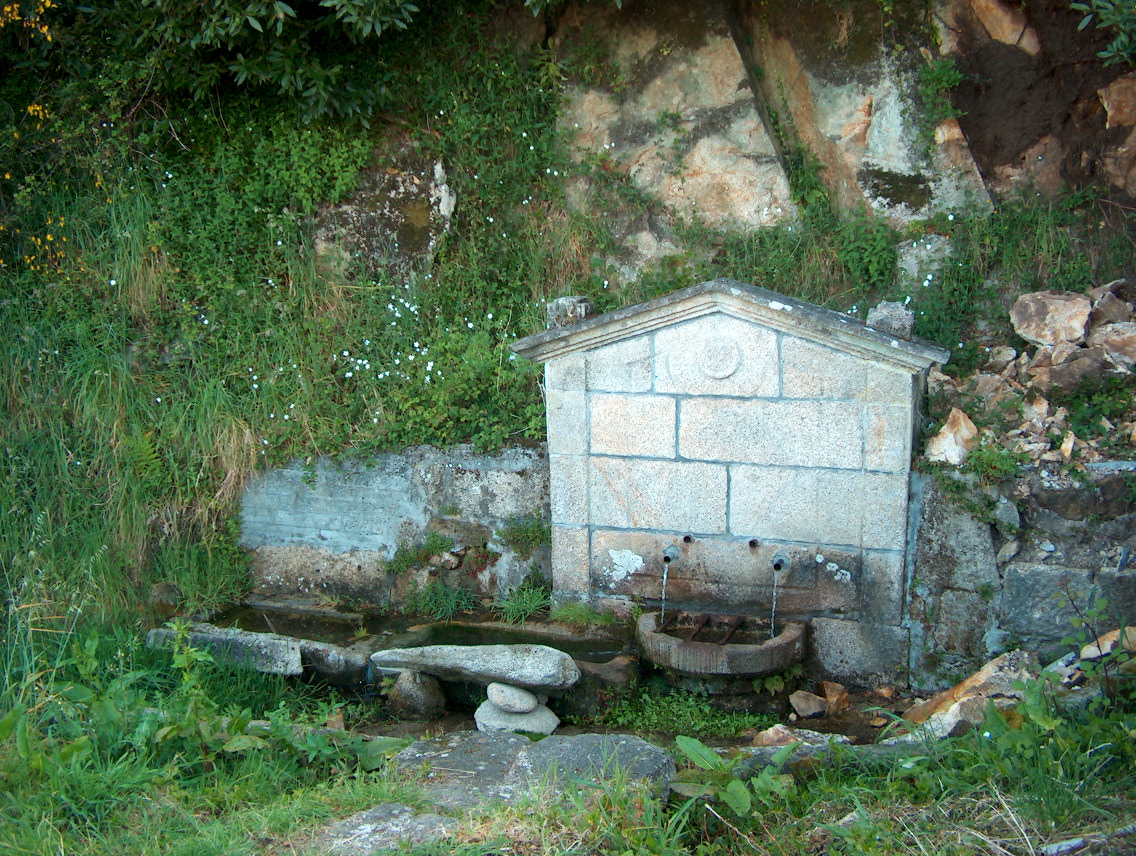
Fonte de Baixo
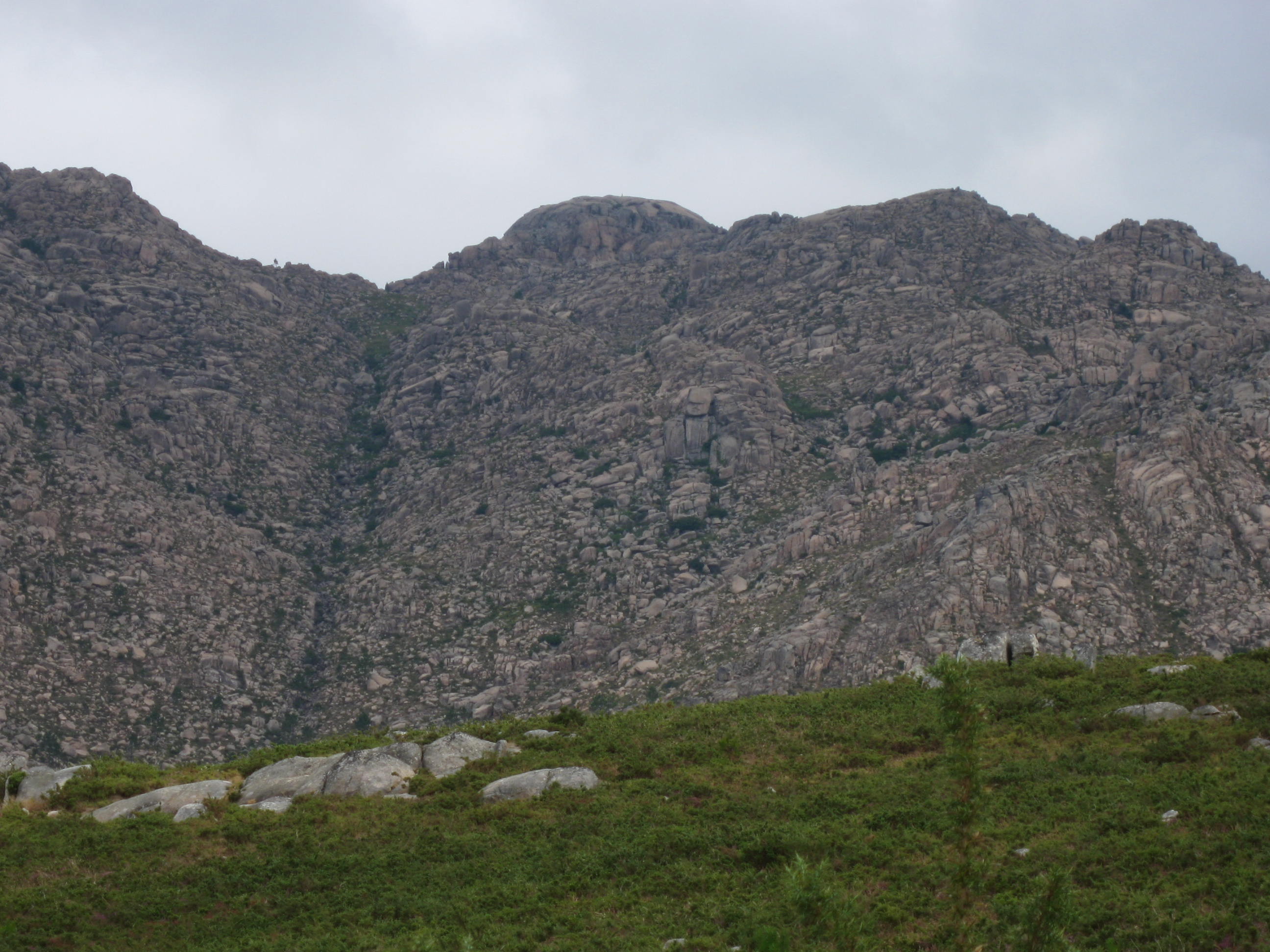
A Moa desde As Lamas
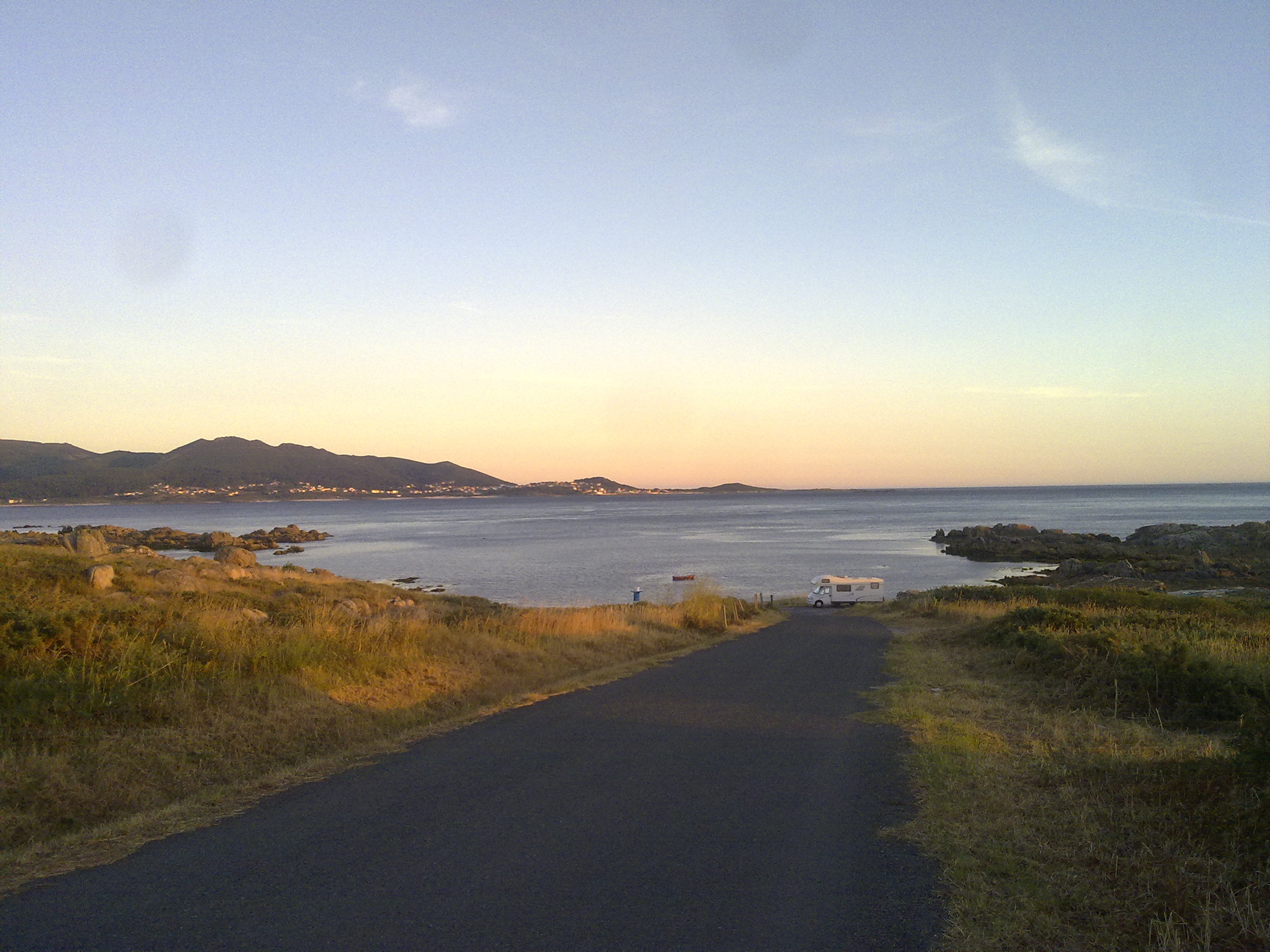
Acceso a la playa
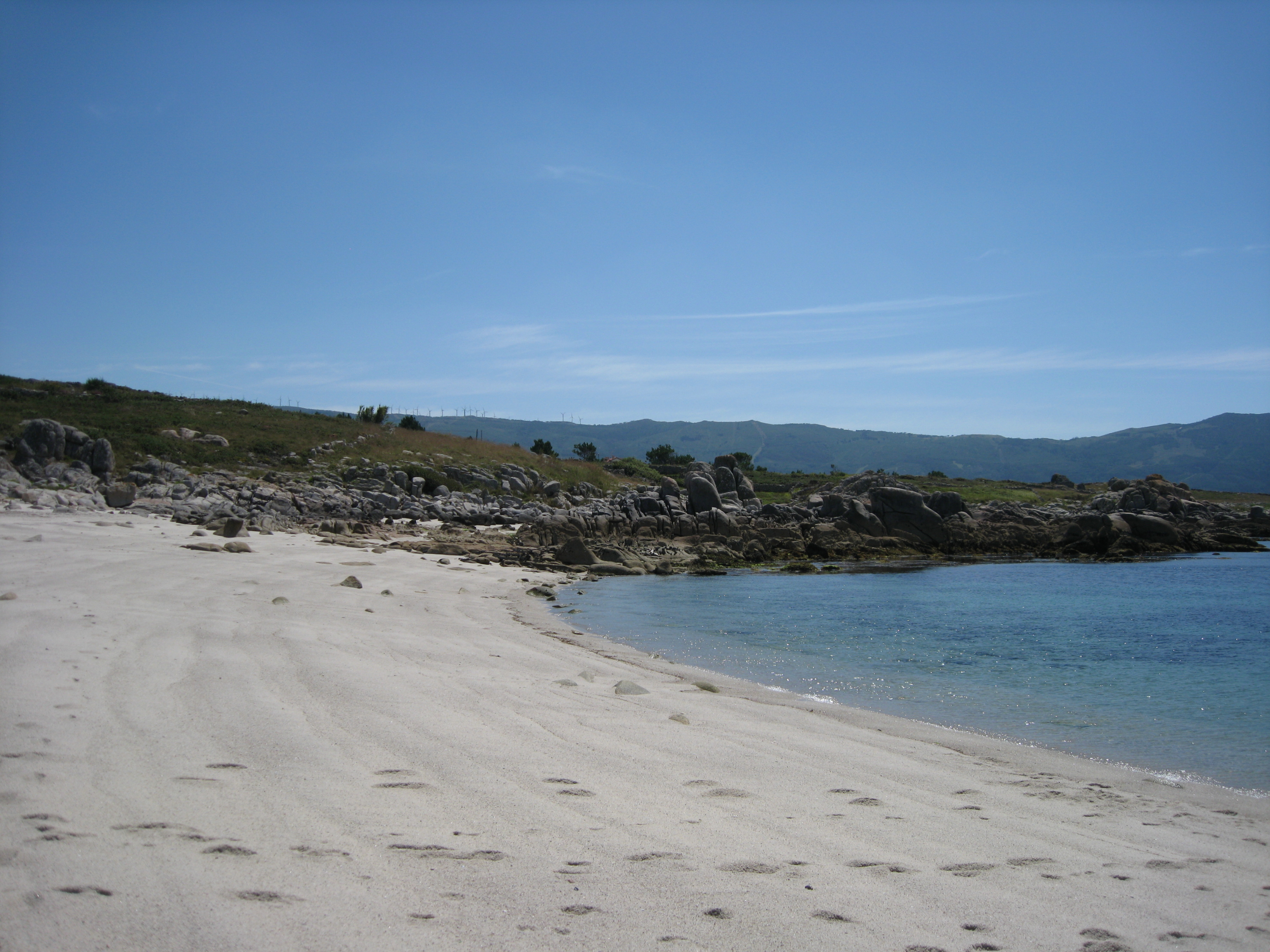
Playa de la Insuela
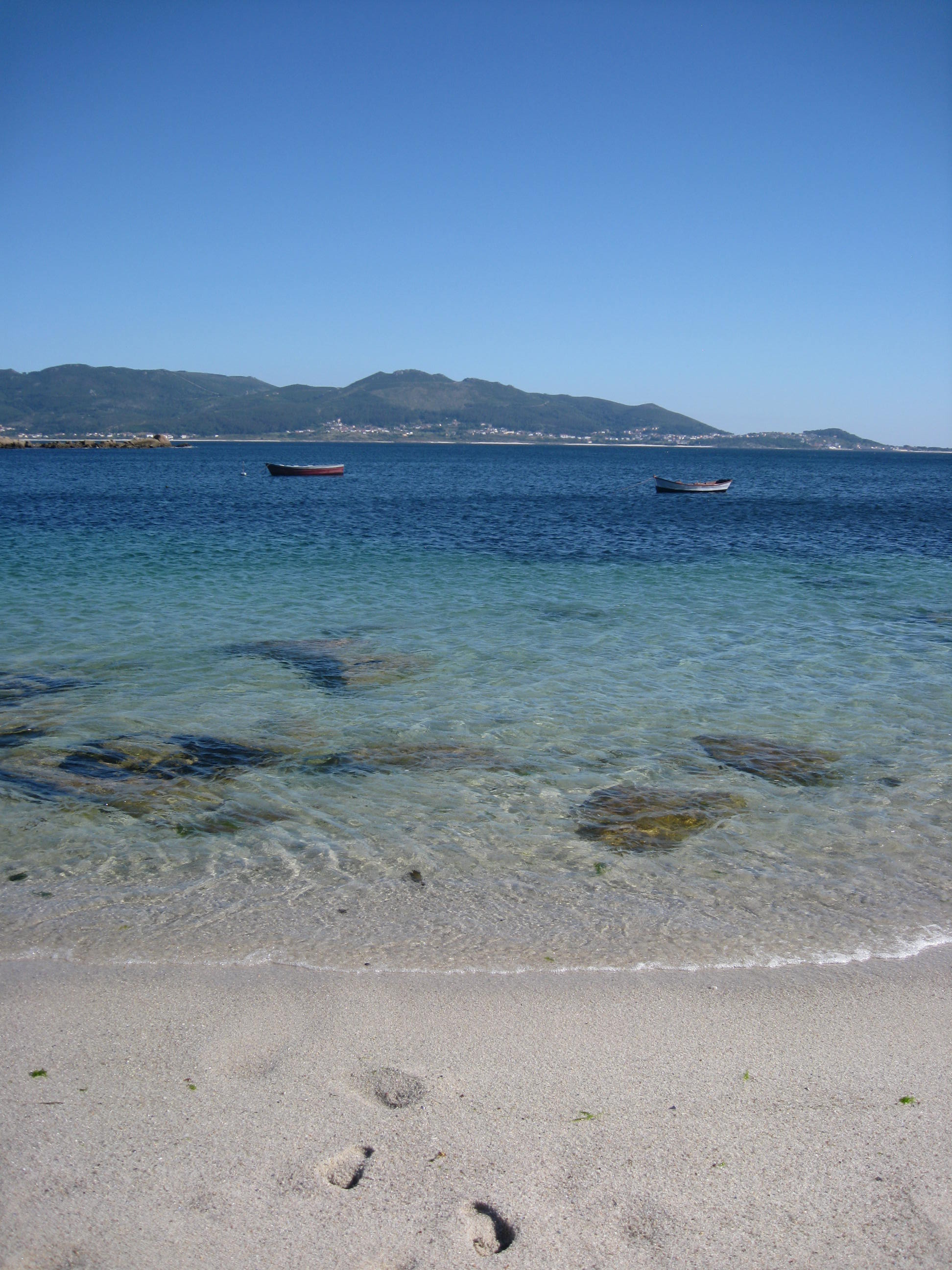
Playa de la Insuela
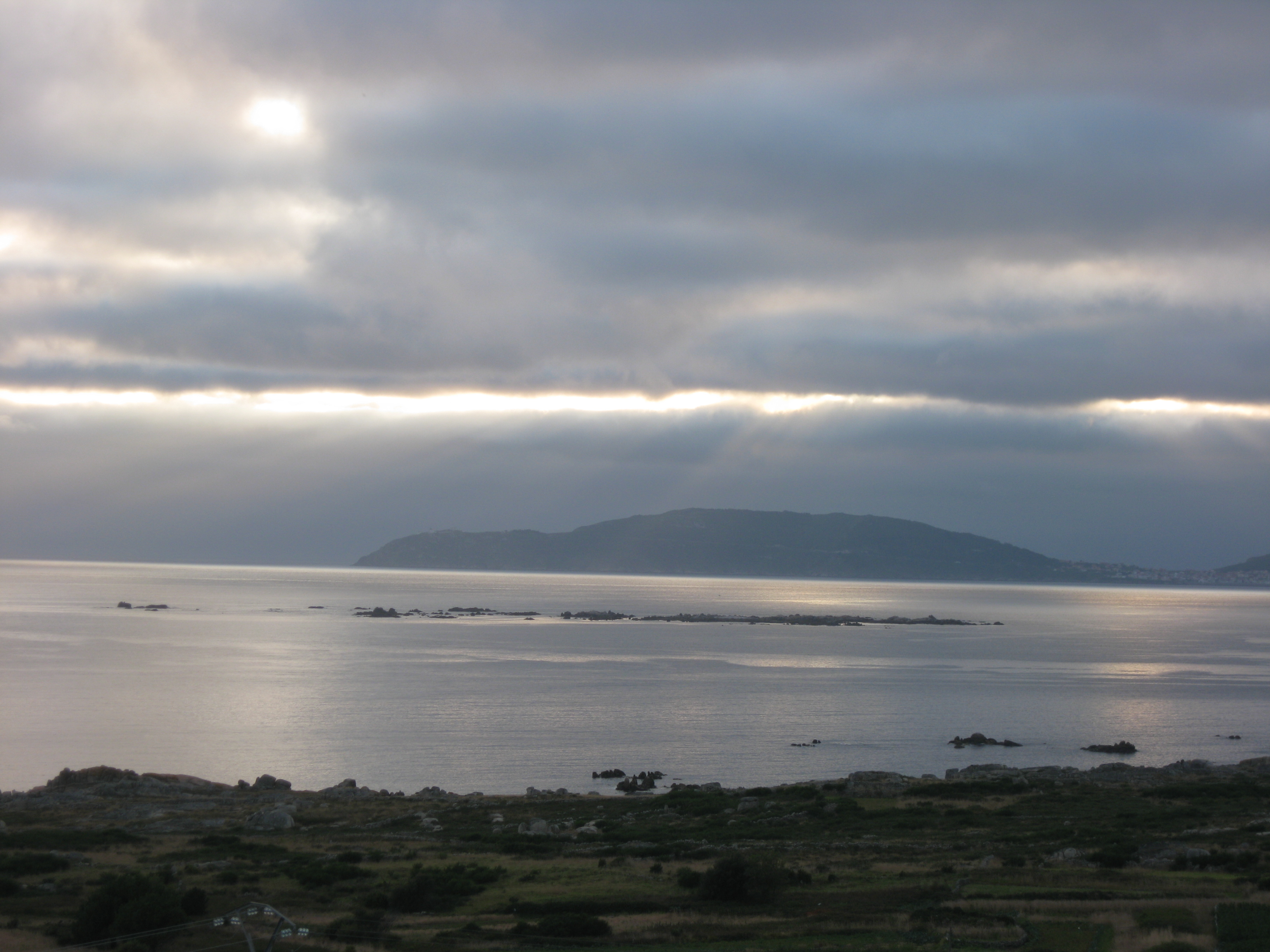
Lobeira Pequeña y Cabo Finisterre
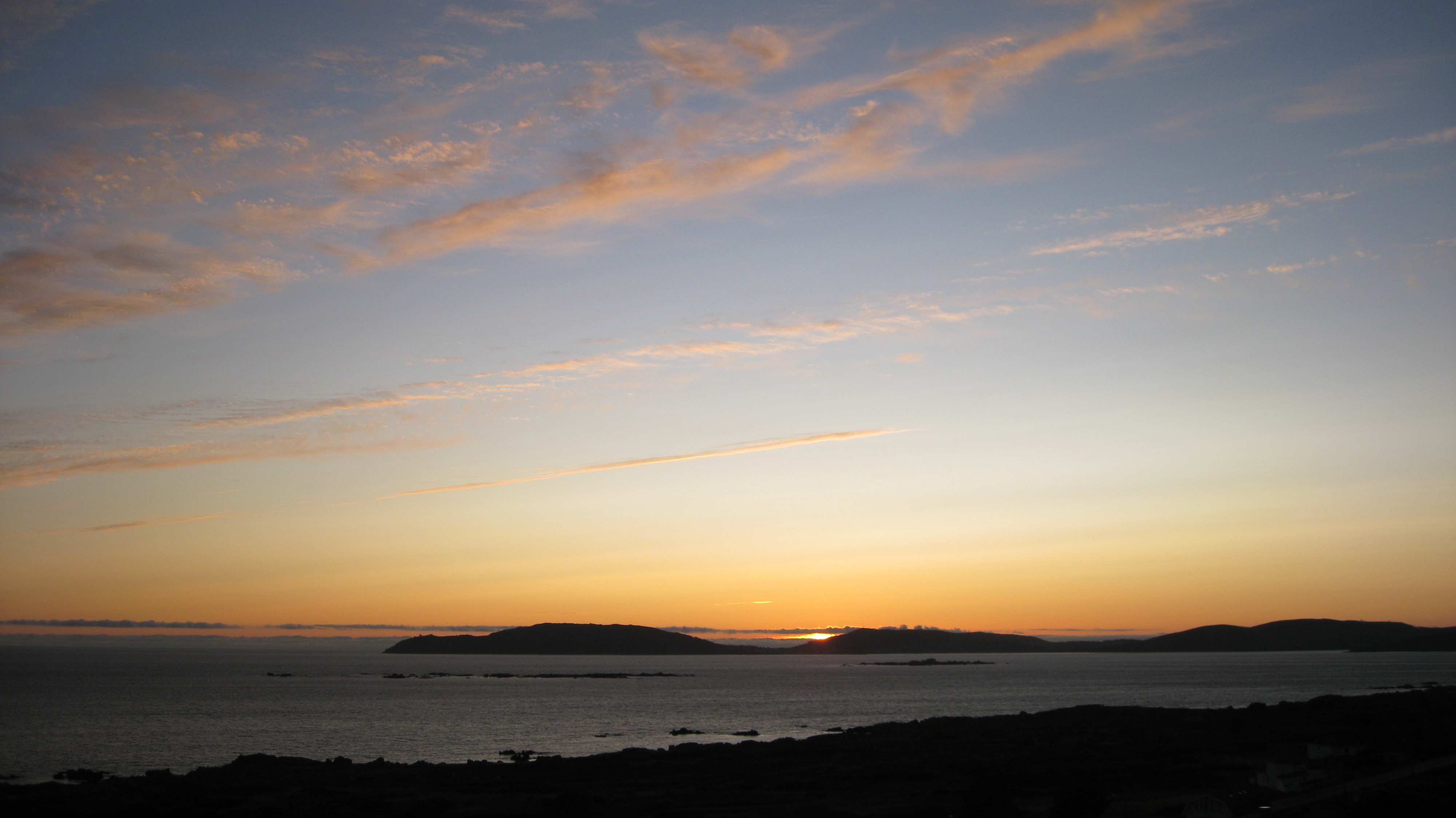
Vista del Faro de Finisterre

- Wikimedia Commons alberga una categoría multimedia sobre Panchés.

- Datos: Q11697546
- Multimedia: Panchés, San Mamede de Carnota, Carnota / Q11697546